# Lijst van rivieren in Zweden

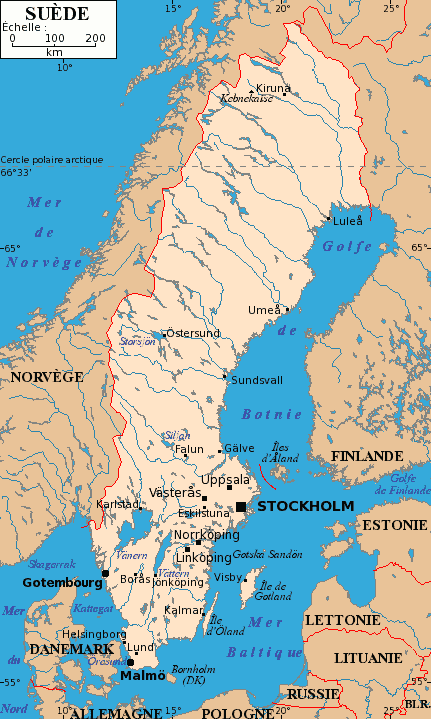
Kaart van Zweden met daarop de grootste rivieren

Dit is een overzicht van de belangrijkste rivieren in Zweden.

## Stromend naar deOostzee
Van zuid naar noord:
- Tommarpaån
- Helge å
- Hemån
- Ljungbyån
- Ronnebyån
- Motala ström met Svartån
- Norrström met Svartån
- Dalälven
- Ljusnan en Voxnan
- Ljungan
- Indalsälven
- Ångermanälven
- Ume älv
- Skellefte älv
- Pite älv
- Lule älv
- Kalixälven
- Torne älv

## Stromend naar hetKattegat
- Lagan
- Nissan
- Ätran
- Viskan
- Göta älv - Klarälven (door het Vänermeer)